# نهائي كأس الاتحاد الإنجليزي 2006

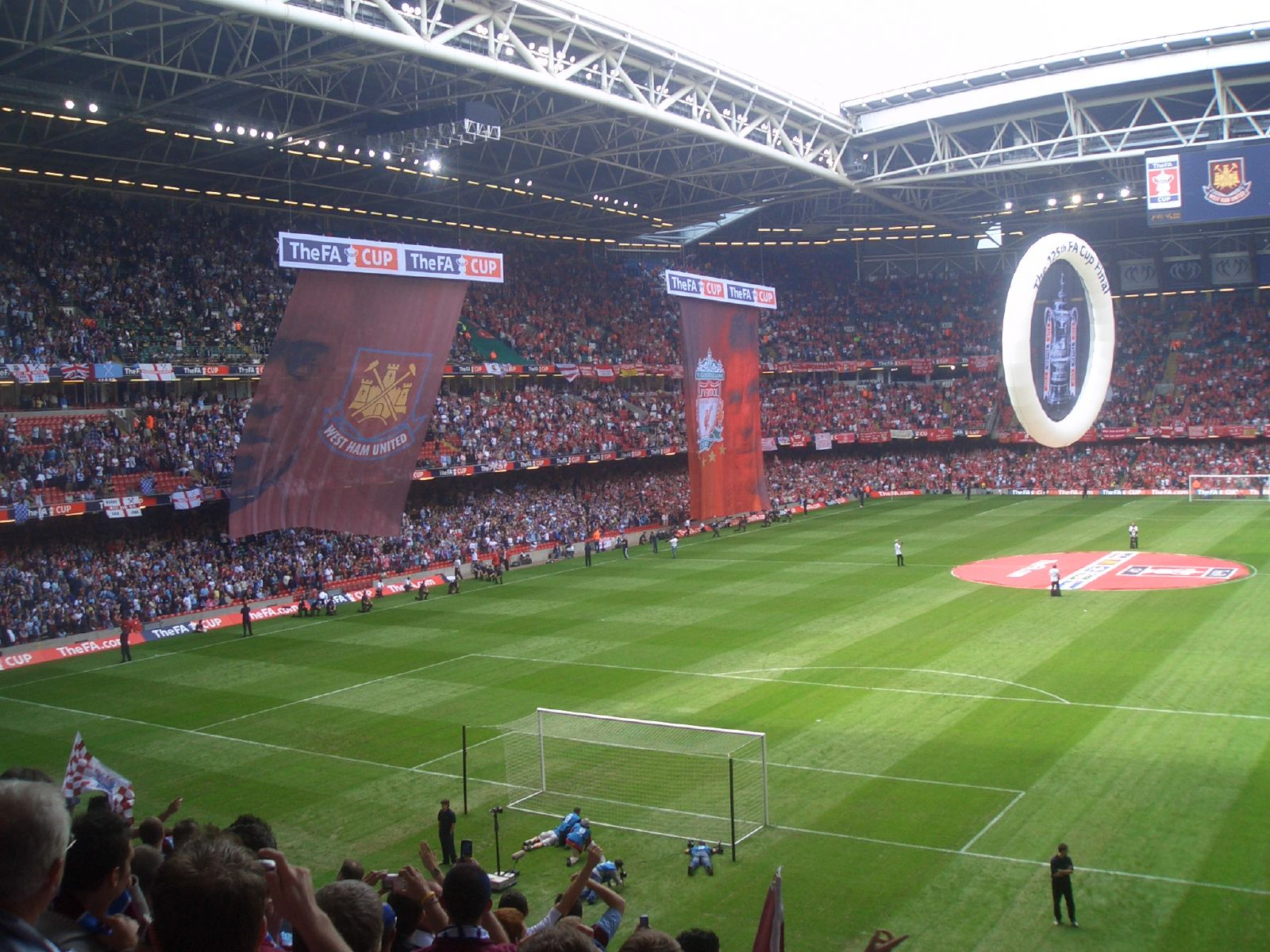
صورة من ملعب المباراة

لُعب نهائي كأس الاتحاد الإنجليزي لكرة القدم بين نادي ليفربول وويست هام في ملعب الألفية (ملينيا ستاديوم) في الثالث عشر من مايو 2006 في كارديف.
كانت هذه المباراة النهائية لموسم 2005-06 لكأس الاتحاد الإنجليزي والموسم ال 125 لأقدم منافسة لخروج المغلوب في كرة القدم. شارك ليفربول في النهائي الثالث عشر لهم في البطولة حيث فازوا في ست مباريات وخسروا في ست منها. لَعب نادي ويست هام النهائي الخامس لهم حيث فازوا بثلاثة منهم وخسروا في مباراة واحدة. كان هذا اخر نهائي يُلعب في ملعب الألفية اثناء إعادة بناء ملعب ويمبلي. فاز نادي ليفربول في أول نهائي يُقام على ملعب الألفية عام 2001 عندما تغلب على نادي ارسنال بنتيجة 2-1. سُميت هذه المباراة باسم نهائي جيرارد وبشكل واسع، اعتبرت أحد أعظم النهائيات في تاريخ البطولة.
بما ان كلا الفريقين كانا في أعلى مستوى في كرة القدم الإنجليزية، الدوري الإنجليزي الممتاز، فقد دخلوا المنافسة على كأس الاتحاد الإنجليزي من الجولة الثالثة. تُلعب المباريات بنظام خروج المغلوب حتى جولة نصف النهائي مع احتمالية إعادة المباراة في حال انتهت بالتعادل. تنوعت مباريات نادي ليفربول بين الفوز بفارق ضئيل والانتصارات الكبيرة حيث تغلبوا على مانشستر يونايتد بنتيجة 1-0 في الجولة الخامسة وفازوا بنتيجة 7-0 ضد نادي بيرمنغهام ستي في الجولة السادسة. كانت اغلب نتائج مباريات نادي ويست هام متقاربة، حيث حُسمت مباراتهم الوحيدة بفارق أكثر من هدف بنتيجة 4-2 ضد نادي بلاك بورن روفرز في الجولة الرابعة.
في مباراة شهدت حضور 71140 متفرج، تقدم ويست هام في الشوط الأول عندما قام مدافع نادي ليفربول جيمي كاراغر بتسجيل هدف عكسي في مرماه وبعدها بدقائق قليلة قام المهاجم دين اشتون بتسجيل هدف لجعل النتيجة 2-0 لمصلحة نادي ويست هام. سجل نادي ليفربول هدفا من قبل لاعبه جبريل سيسيه لتعديل النتيجة ل 2-1 قبل نهاية الشوط الأول. أدرك نادي ليفربول التعادل بفترة قصيرة بعد بداية الشوط الثاني بهدف سجله ستيفن جيرارد. ولكن بعد عشرة دقائق، سجل مدافع ويست هام هدف التقدم لتصبح النتيجة 3-2. في الوقت بدل الضائع من عمر المباراة، أدرك ستيفن جيرارد التعادل بهدف من مسافة بعيدة ليجعل النتيجة 3-3 ويقود المباراة إلى الأشواط الإضافية. لم تُحرز أي اهداف أخرى خلال الاشواط الإضافية لتذهب المباراة لركلات الترجيح. اضاع نادي ويست هام ثلاث ركلات ترجيحية من أصل أربعة في حين سجل ليفربول ثلاثة اهداف من أربع ركلات ليفوز بنتيجة 3-1 بركلات الترجيح.
كان هذا الفوز يعني فوز نادي ليفربول بالكأس السابع لهم في كأس الاتحاد الإنجليزي.
فيما بعد، لعب ليفربول ضد نادي تشيلسي بطل الدوري الإنجليزي الممتاز في منافسة درع الاتحاد الإنجليزي 2006. نظرًا لتأهل نادي ليفربول لأوروبا بسبب مركزه في الدوري الإنكليزي، فقد تم منح مكانه في كأس الاتحاد الأوروبي للوصيف ويست هام.

## عن الفريقين
| الفريق          | التتويج | المشاركات السابقة في النهائيات (الخط الغليظ للأرقام يشير لسنة التتويج باللقب) |
| --------------- | ------- | ----------------------------------------------------------------------------- |
| ليفربول         | 6       | 12 (1914، 1950، 1965، 1971، 1974، 1977، 1986، 1988، 1989، 1992، 1996، 2001)   |
| وست هام يونايتد | 3       | 4 (1923، 1964، 1975، 1980)                                                    |

## الطريق إلى النهائي

### ليفربول
دخل نادي ليفربول المنافسة من الجولة الثالثة بصفته أحد الأندية العشرين في الدوري الإنجليزي الممتاز. وضعتهم القرعة ضد نادي لوتون تاون الذي يُنافس في دوري البطولة الأوروبية في ارض نادي لوتون على ملعب طريق كينيلورث. بالرغم من تأخر ليفربول في الشوط الأول بنتيجة 3-1، إِلا انهم النتيجة في الشوط الثاني بتسجيلهم أربعة اهداف من ضمنهم هدف تشافي الونسو من منتصف الملعب ليعود ليفربول بنتيجة 5-3 ليتأهل إلى الجولة الرابعة.
في الجولة الرابعة، وضعتهم القرعة ضد نادي بورتسموث القادم من الدوري الإنجليزي الممتاز أيضا. لُعبت المباراة على ملعب نادي بورتسموث، فراتون بارك، وشهدت تقدم ليفربول عندما سجل الكابتن ستيفن جيرارد ركلة جزاء بعد لمسة يد من مدافع نادي بورتسموث ديجان ستيفانوفيتش وسجل يون آرن ريسه مرة أخرى قبل انتهاء الشوط الأول ليجعل النتيجة 2-0. أحرز بورتسموث هدفًا في الشوط الثاني بواسطة لاعب الوسط شين ديفيز، لكن لم تُحرز أي اهداف أخرى وتأهل نادي ليفربول بنتيجة 2-1 إلى الجولة الخامسة.
كان نادي مانشستر يونايتد القادم من الدوري الإنجليزي أيضا خصم ليفربول في الجولة الخامسة. اُقيمت المباراة على ملعب ليفربول الأنفيلد حيث فازو بنتيجة 1-0 بفضل هدف بيتر كراوتش في الدقيقة التاسعة عشر من عمر المباراة. أصبحت هذه المرة الأولى التي يتغلب فيها ليفربول على مانشستر يونايتد في كأس الاتحاد الإنجليزي منذ 85 عام. وضعت القرعة ليفربول ضد نادي من الدوري الإنجليزي الممتاز أيضا، نادي بيرمنغهام ستي، في الجولة السادسة. تقدم ليفربول في الدقيقة الأولى من المباراة التي اُقيمت على ملعب بيرمنغهام سانت اندروس عندما نزل المدافع سامي هيبيا. سجل أيضا اللاعب كراوتش هدفين في الشوط الأول من المباراة لينتهي النصف الأول من المباراة بنتيجة 3-0 لمصلحة ليفربول. في الشوط الثاني، سُجلت أربعة اهداف بواسطة فرناندو مورينتس وريسه وجبريل سيسيه وهدف عكسي من مدافع نادي بيرمنغهام اوليفر تيبيلي في مرماه مما يعني فوز ليفربول بنتيجة 7-0 وتأهله لدور نصف النهائي.
وَقع نادي تشيلسي القادم ايضاً من الدوري الإنجليزي الممتاز خصماً لنادي ليفربول في نصف النهائي. أُقيمت المباراة على ملعب مانشستر يونايتد،الأولد ترافورد. تقدم ليفربول في الشوط الأول بعدما إرتكب جون تيري مدافع نادي تشيلسي خطأ على لويس غارسيا، مما أدى إلى ركلة حرة لصالح نادي ليفربول سجلها اللاعب رايز. وَسع ليفربول الفارق بعد بداية الشوط الثاني عن طريق هدف غارسيا من مسافة عشرين ياردة (18 متر) بعدما تَلقى الكرة من رأسية اللاعب ويليام غالاس لتُصبح النتيجة 2-0. سَجل نادي تشيلسي هدفاً متأخراً عن طريق المهاجم ديدييه دروغبا، ولكن لم يتمكنوا من تسجيل هدف التعادل وانتهت المباراة بنتيجة 2-0 وفوز ليفربول وعبورهم إلى النهائي.

## المباراة

### تفاصيل المباراة
| ليفربول                       | 3–3 (ب.و.إ.) | وست هام يونايتد                              |
| ----------------------------- | ------------ | -------------------------------------------- |
| سيسيه 32' · جيرارد 54'، 90+1' | Report       | 21' (ه.ذ.) كاراغر · 28' أشتون · 64' كونشيسكي |
| ركلات الترجيح                 |              |                                              |
| هامان · هيبيا · جيرارد · ريس  | 3–1          | زامورا · شيرينغهام · كونشيسكي · فرديناند     |

| ليفربول | وست هام يونايتد |

|                 |    | تشكيلة الفريق:   |      |     |
| GK              | 25 | بيبي رينا        |      |     |
| RB              | 3  | ستيف فينان       |      |     |
| CB              | 23 | جيمي كاراغر      | 62'  |     |
| CB              | 4  | سامي هيبيا       |      |     |
| LB              | 6  | يون آرنه ريسه    |      |     |
| RM              | 8  | ستيفن جيرارد (c) |      |     |
| CM              | 14 | تشابي ألونسو     |      | 67' |
| CM              | 22 | محمد سيسوكو      |      |     |
| LM              | 7  | هاري كيول        |      | 48' |
| CF              | 15 | بيتر كراوتش      |      | 71' |
| CF              | 9  | جبريل سيسيه      |      |     |
| قائمة البدلاء:  |    |                  |      |     |
| GK              | 1  | ييرزي دوديك      |      |     |
| DF              | 2  | يان كرومكامب     |      | 67' |
| DF              | 21 | جيمي تراوري      |      |     |
| MF              | 16 | ديتمار هامان     | 118' | 71' |
| FW              | 19 | فرناندو مورينتس  |      | 48' |
| المدرب:         |    |                  |      |     |
| رافاييل بينيتيز |    |                  |      |     |

|                |    | تشكيلة الفريق:     |     |     |
| GK             | 34 | شاكا هيسلوب        |     |     |
| RB             | 2  | ليونيل سكالوني     |     |     |
| CB             | 5  | أنتون فرديناند     |     |     |
| CB             | 4  | دانييل غابيدون     |     |     |
| LB             | 3  | بول كونشيسكي       |     |     |
| RM             | 15 | يوسي بنايون        |     |     |
| CM             | 20 | نايجل ريو كوكر (c) |     |     |
| CM             | 6  | كارل فليتشر        |     | 77' |
| LM             | 11 | ماثيو إثرينغتون    |     | 85' |
| CF             | 10 | مارلون هاريوود     |     |     |
| CF             | 9  | دين أشتون          | 59' | 71' |
| قائمة البدلاء: |    |                    |     |     |
| GK             | 23 | جيمي ووكر          |     |     |
| DF             | 7  | كريستيان دايلي     |     | 77' |
| DF             | 19 | جيمس كولينز        |     |     |
| FW             | 8  | تيدي شيرنغهام      |     | 85' |
| FW             | 25 | بوبي زامورا        |     | 71' |
| المدرب:        |    |                    |     |     |
| آلان باردو     |    |                    |     |     |